# Stegophryxus thompsoni
Stegophryxus thompsoni är en kräftdjursart som beskrevs av Hugo Frederik Nierstrasz och Brender a Brandis 1931. Stegophryxus thompsoni ingår i släktet Stegophryxus och familjen Bopyridae. Inga underarter finns listade i Catalogue of Life.